# 100ТВ
100ТВ —  бывший российский региональный телеканал, осуществлявший круглосуточное вещание на Санкт-Петербург и Ленинградскую область. Начал свою работу 31 августа 2003 года под названием «Телеканал „СТО“». С 1 октября 2007 по 5 октября 2015 года носил название «100 ТВ». Обладатель премии «Золотое перо России-2007» в номинации «Медиа-проект года». Входил в «Балтийскую медиа-группу». Прекратил своё вещание 5 октября 2015 года, заменён информационным каналом «Life78». В 2019 году бывший руководитель телеканала Андрей Радин изъявил желание возродить канал.

## История

Второй логотип 100ТВ (2007—2013)

Канал начал вещание в Санкт-Петербурге 31 августа 2003 года на 31-м частотном канале дециметрового диапазона. Первое руководство канала, в составе генерального директора Виктории Корхиной, генерального продюсера Андрея Максимкова и финансового директора Ильи Крылова, проработало с момента основания канала и до ноября 2006 года, когда коллективно подало в отставку. Отставка была добровольной, связанной с необходимостью постепенно передать бразды правления новой команде во главе с новым владельцем канала Олегом Рудновым, купившим контрольный пакет акций ООО «ТВ-Купол» в мае 2006 года.
1 октября 2007 года в эфире 100ТВ начала выходить передача FM ТВ, представлявшая собой демонстрацию того, как осуществляется вещание на Радио Балтика. Это был первый случай интеракции радио и телевидения в истории Петербурга: в течение двух с половиной лет аудитория FM ТВ значительно выросла, несмотря на то, что передача выходила только по ночам (с 1:00 по 7:00). В эфире телеканала также выходили разные телемарафоны, художественные фильмы прошлых лет и прямые спортивные телетрансляции.
100ТВ позиционировал себя как телеканал, где искали новые форматы и способы освещения городской жизни и ее насущных проблем, а также пробовали создавать создать эфирные зоны интереса для разной аудитории. Он был системообразующим электронным СМИ Балтийской медиагруппы. К июлю 2013 года доля аудитории 100ТВ составляла 2,2%, в списке 18 телевизионных вещателей Санкт-Петербурга он занимал 10—11-е места. По мнению группы авторов во главе с С. Н. Ильченко, к тому моменту 100ТВ считался неофициально главным городским телеканалом Петербурга, который не только освещал городскую жизнь и насущные проблемы, но и подхватил «знамя традиций классического ленинградского телевидения» времён 1980-х годов.

### Закрытие
3 марта 2015 года стало известно, что 5 октября 2015 года телеканал 100ТВ прекратит своё вещание, и на его частотах будет вещать петербургский аналог телеканала «Life» — «Life78».
29 мая 2015 года канал покинуло 20 сотрудников, не готовых работать в новом формате — связанным с переориентацией на «желтизну» и криминальную хронику. В частности, вместо заседаний городского парламента журналисты начали снимать пожары и аварии. Руководство канала предложило недовольным новой редакционной политикой уволиться, пообещав хорошие компенсации. Взамен уволившихся телекомпания начала нанимать студентов, чтобы успеть их подготовить к осени для работы на новом телеканале «Life78».
22 июня 2015 года вышел в эфир заключительный выпуск новостей, после которого сотрудники канала попрощались со зрителями.
С 1 июля 2015 года 100 ТВ работал в виде киноканала.
С августа 2015 года на сайте 100ТВ видеосюжеты выкладывались с оформлением Life и в формате 16:9. В последние дни вещания телеканал активно показывал программу «Открытый университет».
5 октября 2015 года в 1:10 телеканал прекратил своё вещание.
В октябре 2019 года стало известно о том, что бывший редактор телеканала Андрей Радин собирается возродить проект. С сентября перезапущен сайт, где можно найти архивные программы прошлых лет, а также популярные ролики некоторых интернет-блогеров и журналистов с Youtube. 21 октября 2019 в эфире радиостанции «Эхо Петербурга» Андрей Радин рассказал подробности о скором возобновлении вещания телеканала и смежных медиа вроде «Радио Балтика» и газеты «Смена». А также речь шла о создании собственного информационного агентства «Последние известия» при названных ресурсах. Отмечается, что данные проекты будут перезапущены в память об Олеге Руднове. Андрей Радин также сообщил, что подробности будут объявлены позднее. Архив материалов «100ТВ» за весь период его существования, по его же словам, был уничтожен после закрытия канала. В данный момент функцию телеканала выполняет собственный сайт, работающий по принципу «видео по запросу». На новом сайте используется второй по счёту логотип в истории существования телеканала, но без фиолетового фона и с латинскими буквами «tv». В ноябре 2019 года на новом YouTube-канале стали появляться старые заставки телеканала в хорошем качестве.

## Особенности

### Онлайн-трансляции
Канал 100ТВ был пионером среди российских телеканалов, организовав круглосуточное онлайн-вещание в Интернете на своём официальном сайте. На сайте также доступны видеоролики выпусков новостей и некоторых передач.

### Акция «Без рекламы»
С февраля 2008 до 2011 года на телеканале, в рамках специальной акции «Без рекламы», из эфирной сетки была полностью исключена реклама. До этого рекламные блоки были исключены из трансляции выпусков новостей и «культурно значимых» сериалов — «Мастер и Маргарита» и «В круге первом».

## Критика

### Обвинения в цензуре
Определённую огласку получил факт несостоявшегося выступления группы «Телевизор», запланированного на 24 апреля 2008 года. По словам Михаила Борзыкина, музыкальный редактор программы «100процентный звук», в рамках которой планировалось выступление группы, попросила выслать тексты песен, которые будут исполняться, после чего сообщила об их неприемлемости для телевидения. После чего переговоры прекратились. Михаил Борзыкин заявил, что в одной из песен действительно присутствовала строчка, вызывающая неоднозначную реакцию, говорящая «о том, кем надо быть, чтобы не заметить чей-то .. в собственной жопе». Однако, ссылаясь на своё филологическое образование, Борзыкин выразил мнение, что слово «жопа» не является нецензурным, а слово «…» — типичный эвфемизм.

### Обвинения вгомофобии
Программа «Мост свободы», вышедшая 22 мая 2009 года под заголовком «Гомосексуализм — преступление перед детством?» вызвала споры среди телезрителей и интернет-пользователей. Значительная часть из них высказала поддержку авторам и ведущим программы. Подавляющее большинство телезрителей (96 %), голосовавших во время передачи, высказалась против проведения гей-парадов, как рекламы и агитации за «нетрадиционный секс». Однако сама передача подверглась критике со стороны ЛГБТ-сообщества.
Поводом и темой для авторов передачи послужило утверждение, сделанное священником Андреем Кураевым, назвавшим гей-прайды «пропагандой гомосексуализма». В течение часа участники дискуссии (доктор Игорь Князькин, политолог СПбГУ Александр Конфисахор и историк Юрий Соколов) неоднократно сравнивали гомосексуальность с зоофилией, некрофилией и педофилией, высказывали угрозы и оскорбления в адрес ЛГБТ, а обсуждение сопровождалось роликами, оскорбительными по отношению к сексуальным меньшинствам.
Активист ЛГБТ-движения Мария Ефременкова провела одиночный пикет, протестуя против гомофобных высказываний в телепрограмме. Она держала плакат: «Против дискриминации сексуальных меньшинств в СМИ. 100ТВ гомофобный телеканал» и раздавала листовки, в которых требовала, чтобы канал принёс извинения. В письме Генеральному директору и главному редактору телеканала Андрею Радину, Ефременкова утверждала, что руководители и создатели этой программы нарушили право на честь и достоинство ЛГБТ. Она также написала, что ведущие и гости в студии распространяли слухи под видом достоверных сообщений и представляли информацию о гомосексуальности таким способом, чтобы унизить эту категорию граждан, разжечь нетерпимость и призвать к насилию в обществе. Другой активист, Валерий Созаев, охарактеризовал работу журналистов «100 ТВ» как «непрофессиональную»: «В дебатах ведущие не должны принимать какую-либо сторону, не должны руководствоваться своими личными представлениями. Но эти ведущие и авторы программы показали свою очевидную ненависть к гомосексуалам».
Валерий Татаров, шеф-редактор ток-шоу, не принёс извинений за передачу, а наоборот, назвал гомосексуализм «мерзостью», процитировав Библию и предложив считать «гомофобом Христа». Глава канала Андрей Радин отказался от комментариев.

### Футбольные трансляции
С 2009 года по 2015 год телеканал 100ТВ транслировал на регион матчи «Зенита» в чемпионате России. В кругах болельщиков, привыкших к трансляциям игр «Зенита» по «Пятому каналу» и к комментариям Геннадия Орлова, возникло определённое недовольство работой Кирилла Набутова, комментировавшего матчи на 100ТВ.

### Вадим Бойко в передаче «Нужное — подчеркнуть»
Отрицательную оценку участников некоторых интернет-сообществ получил выпуск передачи «Нужное — подчеркнуть» от 15 февраля 2011 года, в котором был показан сюжет с участием «Жемчужного прапорщика» Вадима Бойко — милиционера, обвиняемого в избиении участников акции «Стратегии-31» у Гостиного двора 31 июля 2010 года.
Автор и ведущий передачи, Валерий Татаров, утверждает, что Бойко стал жертвой обстоятельств и «охоты на ведьм», а его действия на акции 31 июля были оправданны. Сам милиционер в ходе передачи заявил, что имел моральное право на применение силы (включая нанесение ударов резиновой дубинкой в область головы), так как участники митинга, по его словам, провоцировали его — плевали ему в лицо и кидались бутылками. В сюжете также неявно утверждается, что митингующие намеренно спровоцировали эпизод с избиением для того, чтобы создать информационный повод для СМИ и вызвать сочувствие общественности.

## Заставки
- Заставки телеканала 2010 года
- Заставка телеканала из прошлых лет

## Программы
- «100Процентный звук»
- «BLOW-UP»
- «FM TV» (выходила с 1 октября 2007 года с 1:00 до 7:00) — ретрансляция эфира Радио Балтика[4]
- «Анимация от „А“ до „Я“» (повтор с REN-TV)
- «Астропрогноз»
- «Вечера в Политехническом»
- «В гостях у дедушки Мокея»
- «В рабочий полдень»
- «Выход в свет»
- «Голевой момент»[22]
- «Гости в студии»
- «Две новости»
- «Две новости плюс»
- «Две новости плюс гость»
- «Добро пожаловаться»
- «Дополнительное время»
- «Женские истории» (повтор с Первого канала)[23]
- «Жизнь в музее»
- «Искатели» (повтор с Первого канала)
- «Кинопроектор»
- «Коллекция впечатлений»
- «Личный счёт»
- «Маленький двойной»
- «Мнение Петербурга»
- «Между прошлым и будущим»
- «Мост Свободы»
- «Невское время»
- «Невское утро»
- «Ножницы»
- «Нужное — подчеркнуть»[22]
- «Однажды утром»
- «Опять утро»
- «Парламентские перлы»[22]
- «Полчаса без родителей»
- «Последние известия»
- «Прошу слова»
- «Сказки дедушки Мокея»
- «С красной строки»
- «С одной строки»
- «Спорт»
- «Справедливости ради»
- «Теория невероятности»
- «Ум за разум»
- «Формула игры»
- «Футбол – Pro & Contra»[22]
- «Футбольные истории»
- «Хроника происшествий»
- «Частный визит»
- «Ярмарка идей»

С 2015 года производство собственных передач было прекращено.
В 2019 году стало известно, что в случае возрождения телеканала ожидается и запуск собственного производства.

### Повторы сНТВ
- «Большие родители»[23]
- «Женский взгляд»[23]
- «Жил-был я»[23]
- «Растительная жизнь»[23]

## Музыкальные оформители
- Алексей Карпов

## Факты
- Корреспондентом программы «Хроника происшествий» и автором программы «Самое важное» с 2010 по 2011 год был драматург и прозаик Евгений Бабушкин.
- В первые дни вещания телеканала Life78 в межпрограммном пространстве демонстрировался проморолик телеканала, в котором 100ТВ был спародирован как «Ноль ТВ».

## Награды и достижения
Телеканал выиграл премию «Золотое перо-2007» в номинации «Медиа-проект года», обойдя при этом «Петербург — Пятый канал».

Оператор-постановщик фильма «Дети блокады» Дмитрий Фролов получил бронзового «Орфея» в номинации «Лучший оператор телевизионного документального фильма/сериала» 2008 года. 

Ведущие проекта АРТ ТВ, Даша Александрова и Александр Малич в 2010 году стали лауреатами премии «Собака.ru ТОП 50. Самые знаменитые люди Петербурга», в номинации медиа.

## Вещание
В Санкт-Петербурге канал «100 ТВ» вещал на 31 ТВК с башни Ленинградского радиотелевизионного передающего центра ЛРТПЦ. Мощность передатчика: 20 киловатт; высота расположения передающей антенны: 221 метр.
Также канал имел сеть вещания в Ленинградской области:
- Алёховщина 22 ТВК
- Винницы 23 ТВК
- Вознесенье 40 ТВК
- Доможирово 26 ТВК
- Кингисепп 57 ТВК
- Кириши 43 ТВК
- Лодейное Поле 3 ТВК
- Луга 45 ТВК
- Любань 24 ТВК
- Подпорожье 51 ТВК
- Потанино 50 ТВК
- Приозерск 39 ТВК
- Сясьстрой 58 ТВК
- Тихвин 60 ТВК

Плюс к этому телеканал транслировал в Интернете программы собственного производства.
Также велась трансляция телеканала со спутника Intelsat 904.
В октябре 2015 все частоты и спутники были переданы каналу Life78; с лета 2017 года они принадлежат телеканалу «78».